# TO-23
La TO-23 est une voie rapide urbaine en projet qui permettra d'accéder à Tolède depuis l'A-40 en venant de l'est (Ocaña, Cuenca...).
Elle va se détacher de l'A-40 à l'est de l'agglomération et va se connecter quelque kilomètre plus loin à la Rocade nord de la ville (TO-20).
Elle reliera l'A-40 à l'est de l'agglomération à la Rocade Nord (TO-20).

## Tracé
- Elle va débuter à l'est de Tolède où elle va bifurquer avec l'A-40 en provenance de Ocaña.
- La TO-23 se connecte ensuite la rocade de Tolède (TO-20) au nord-est du centre urbain.

### Référence
- Nomenclature